# Eumelea stipata
Eumelea stipata är en fjärilsart som beskrevs av Turner 1930. Eumelea stipata ingår i släktet Eumelea och familjen mätare. Inga underarter finns listade i Catalogue of Life.